# Tuczempy
Tuczempy [pronunciación en polaco: /tuˈt͡ʂɛmpɨ/] (en ucraniano: Тучапи, Tsaryns'ke) es un pueblo ubicado en el distrito administrativo de Gmina Jarosław, dentro del Condado de Jarosław, Voivodato de Subcarpacia, en el sur de Polonia oriental. Se encuentra aproximadamente a 7 kilómetros al sureste de Jarosław y a 54 kilómetros al este de la capital regional Rzeszów.

## Literatura
- Tadeusz Słaby "Antología de Tuczempy", Arka Ltd.., Świnoujście, Wrocław, 2009,